# Mikhail Panyukov
 (avril 2020).
Si vous disposez d'ouvrages ou d'articles de référence ou si vous connaissez des sites web de qualité traitant du thème abordé ici, merci de compléter l'article en donnant les références utiles à sa vérifiabilité et en les liant à la section « Notes et références ».
Mikhail Ivanovich Panyukov (russe : Михаил Иванович Панюков ; né le 20 février 1963) est un acteur soviétique et russe.

## Biographie
Né le 20 février 1963 à Karaganda, en République socialiste soviétique de Kazakhstan. Il est diplômé de la faculté intérimaire de l'Institut d'État d'art théâtral (GTIS) à Moscou en 1986.
Il a été un acteur au théâtre de Moscou 88 (1988-1993), au Tyumen Drama Theatre (1997-2000), au théâtre de la jeunesse Engagement à Tioumen (2005-2006, 2009-2012), au théâtre sous la direction de Armen Jigarhanyan à Moscou (2006-2007).
Depuis 2013, il a été dans la troupe de la dramaturge russe Mihail Ščepenko au théâtre de Moscou du drame russe Chamber Stage.